# Igor Lukšić
Igor Lukšić, cyr. Игор Лукшић (ur. 14 czerwca 1976 w Barze) – czarnogórski ekonomista i polityk, minister finansów od 2004 do 2010, wicepremier w latach 2008–2010 oraz 2012–2016, premier Czarnogóry od 29 grudnia 2010 do 4 grudnia 2012, minister spraw zagranicznych w latach 2012–2016.

## Życiorys
Igor Lukšić urodził się w 1976 w czarnogórskim mieście Bar, gdzie uczęszczał do szkoły podstawowej i średniej. W 1998 ukończył ekonomię na Uniwersytecie Czarnogóry w Podgoricy. W 1999 studiował na Akademii Dyplomatycznej w Wiedniu. W 2000 ukończył studia podyplomowe na macierzystej uczelni, w 2002 uzyskał magisterium, a w 2005 doktorat w zakresie ekonomii. Uzyskał członkostwo w komitecie nauk ekonomicznych Czarnogórskiej Akademii Nauk.
W latach 1998–2000 pracował jako asystent do spraw implementacji programu pomocowego Komisji Europejskiej w Ministerstwie Spraw Zagranicznych Czarnogóry. Od lutego 2000 do stycznia 2001 był doradcą do spraw stosunków międzynarodowych Demokratycznej Partii Socjalistów Czarnogóry (DPS). Wstąpił do tego ugrupowania, wchodząc w skład jego prezydium. Od stycznia do maja 2001 pełnił obowiązki sekretarza w Ministerstwie Spraw Zagranicznych.
W 2001 objął po raz pierwszy mandat deputowanego do Zgromadzenia Czarnogóry, w kolejnych wyborach do 2012 z powodzeniem ubiegał się o reelekcję. Od stycznia do kwietnia 2003 był doradcą premiera. Od marca 2003 do czerwca 2006 wchodził również w skład parlamentu Serbii i Czarnogóry. Od marca 2003 do lutego 2004 pełnił funkcję wiceministra spraw zagranicznych federacji.
16 lutego 2004 objął stanowisko ministra finansów w rządzie premiera Mila Đukanovicia. Zajmował je do 29 grudnia 2010, również w dwóch kolejnych gabinetach, którymi kierowali Željko Šturanović (2006–2008) oraz ponownie Milo Đukanović (2008–2010). Od 2008 dodatkowo sprawował urząd wicepremiera. W 2006 został mianowany z ramienia rządu Czarnogóry gubernatorem w Banku Światowym i Europejskim Banku Odbudowy i Rozwoju.
W grudniu 2010, po rezygnacji złożonej przez Mila Đukanovicia, został nominowany przez DPS kandydatem na urząd nowego premiera. 24 grudnia prezydent Filip Vujanović nominował go na stanowisko premiera i powierzył misję sformowania rządu.
29 grudnia 2010 Igor Lukšić przedstawił skład swojego gabinetu. Tego samego dnia uzyskał wotum zaufania od parlamentu. Premier uznał za priorytet jego rządu otwarcie rozmów akcesyjnych z Unią Europejską, a także działania na rzecz poprawy opieki zdrowotnej, edukacji oraz opieki socjalnej.
Stanowisko premiera zajmował do 4 grudnia 2012, kiedy to po wygranych przez koalicję skupioną wokół DPS wyborach parlamentarnych z października 2012 nowym premierem został ponownie Milo Đukanović. W jego rządzie Igor Lukšić objął urzędy wicepremiera oraz ministra spraw zagranicznych i integracji europejskiej. Zakończył urzędowanie w 2016. Po odejściu z bieżącej polityki w tym samym roku został dyrektorem regionalnym w PwC.

## Życie prywatne
Mówi w języku angielskim, francuskim i włoskim. Jest żonaty, ma dwie córki i syna. W 2001 opublikował tomik poezji i prozy.